# Équipe de Bulgarie masculine de basket-ball
Cet article traite de l'équipe masculine. Pour l'équipe féminine, voir Équipe de Bulgarie féminine de basket-ball.
Maillots
L'équipe de Bulgarie masculine de basket-ball (en bulgare : Български национально отбол по баскетбол) est l'équipe nationale qui représente la Bulgarie dans les compétitions internationales masculine de basket-ball. Elle est placée sous l'égide de la Fédération bulgare de basket-ball (BFB). L'équipe est affiliée à la FIBA depuis 1935. Son surnom est "Лъвовете", ce qui signifie « Les Lions ».
La première participation de la Bulgarie à un tournoi international remonte à l'EuroBasket 1935. Ses meilleurs résultats a l'EuroBasket ont été obtenus respectivement en 1957, où elle a terminé deuxième à domicile, et en 1961, où elle a décroché la médaille de bronze. La Bulgarie s'est également qualifiée pour la Coupe du monde, où elle a terminé septième lors de sa seule participation en 1959. Participant à plusieurs reprises aux Jeux olympiques, l'équipe nationale a réalisé sa meilleure performance en 1956. La Bulgarie a également participé à des événements plus petits, tels que le Championnat des Balkans, remportant des médailles d'or en 1959, 1960 et 1971.

## Résultats

### Palmarès
| Compétitions mondiales                             | Compétitions continentales                           |
| -------------------------------------------------- | ---------------------------------------------------- |
| - Jeux olympiques - Néant - Coupe du monde - Néant | - EuroBasket - Finaliste en 1957 - Troisième en 1961 |

### Parcours en compétitions internationales

#### Jeux olympiques
| Année | Position      |      | Année         | Position     |               | Année | Position |
| 1936  | Non qualifiée | 1976 | Non qualifiée | 2008         | Non qualifiée |       |          |
| 1948  | Non qualifiée | 1980 | Non qualifiée | 2012         | Non qualifiée |       |          |
| 1952  | 7e            | 1984 | Non qualifiée | 2016         | Non qualifiée |       |          |
| 1956  | 5e            | 1988 | Non qualifiée | 2020         | Non qualifiée |       |          |
| 1960  | 16e           | 1992 | Non qualifiée | 2024         | Non qualifiée |       |          |
| 1964  | Non qualifiée | 1996 | Non qualifiée | 2028         | -             |       |          |
| 1968  | 10e           | 2000 | Non qualifiée | 2032         | -             |       |          |
| 1972  | Non qualifiée | 2004 | Non qualifiée | Pays inconnu | -             |       |          |

#### Coupe du monde
| Année | Position      |      | Année         | Position |               | Année | Position |
| 1950  | Non qualifiée | 1978 | Non qualifiée | 2006     | Non qualifiée |       |          |
| 1954  | Non qualifiée | 1982 | Non qualifiée | 2010     | Non qualifiée |       |          |
| 1959  | 7e            | 1986 | Non qualifiée | 2014     | Non qualifiée |       |          |
| 1963  | Non qualifiée | 1990 | Non qualifiée | 2019     | Non qualifiée |       |          |
| 1967  | Non qualifiée | 1994 | Non qualifiée | 2023     | Non qualifiée |       |          |
| 1970  | Non qualifiée | 1998 | Non qualifiée | 2027     | -             |       |          |
| 1974  | Non qualifiée | 2002 | Non qualifiée | 2031     | -             |       |          |

#### EuroBasket
| Année | Position      |      | Année         | Position     |               | Année | Position |
| 1935  | 8e            | 1969 | 7e            | 1999         | Non qualifiée |       |          |
| 1937  | Non qualifiée | 1971 | 6e            | 2001         | Non qualifiée |       |          |
| 1939  | Non qualifiée | 1973 | 6e            | 2003         | Non qualifiée |       |          |
| 1946  | Non qualifiée | 1975 | 5e            | 2005         | 13e           |       |          |
| 1947  | 8e            | 1977 | 6e            | 2007         | Non qualifiée |       |          |
| 1949  | Non qualifiée | 1979 | 11e           | 2009         | 13e           |       |          |
| 1951  | 4e            | 1981 | Non qualifiée | 2011         | 13e           |       |          |
| 1953  | 9e            | 1983 | Non qualifiée | 2013         | Non qualifiée |       |          |
| 1955  | 4e            | 1985 | 8e            | 2015         | Non qualifiée |       |          |
| 1957  | Finaliste     | 1987 | Non qualifiée | 2017         | Non qualifiée |       |          |
| 1959  | 5e            | 1989 | 7e            | 2022         | 20e           |       |          |
| 1961  | Troisième     | 1991 | 8e            | 2025         | Non qualifiée |       |          |
| 1963  | 5e            | 1993 | 16e           | 2029         | -             |       |          |
| 1965  | 5e            | 1995 | Non qualifiée | Pays inconnu | -             |       |          |
| 1967  | 4e            | 1997 | Non qualifiée | Pays inconnu | -             |       |          |

## Joueurs célèbres et marquants
- Ilia Evtimov
- Earl Rowland
- Dee Bost
- Atanas Golomeev
- Aleksandar Vezenkov